# キオッジャ戦争
キオッジャ戦争 (イタリア語: Guerra di Chioggia) は、1378年から1381年にかけてヴェネツィア共和国とジェノヴァ共和国の間で行われた戦争である。100年以上にわたるヴェネツィア・ジェノヴァ戦争における最後の戦闘期間であり、第四次ヴェネツィア・ジェノヴァ戦争とも呼ばれる。双方ともに大きな痛手を負って引き分けとなったが、この後ヴェネツィアは復興に成功して繁栄し、ジェノヴァは没落の一途をたどる。

## 背景
中世後期の地中海世界は、ヴェネツィアとジェノヴァという二大海洋都市国家がビザンツ帝国の首都コンスタンティノープルとの関係を軸に活発な商業活動が行われていた。両国はレバント貿易の主導権を巡って幾度も戦火を交え、多くの場合ジェノヴァは劣勢に立たされた。内陸ではミラノの僭主ヴィスコンティ家が勢力を伸ばし、14世紀にはジェノヴァを影響下に置いていた。しかしミラノの勢力は1348年の黒死病の流行で大きく衰えた。ヴェネツィアは1204年の第四次十字軍でビザンツ帝国の一時的な解体（ラテン帝国建国）に大きな役割を果たしアドリア海の覇者となったが、アドリア海東岸のダルマツィアへ勢力を伸ばそうとするハンガリー王国との衝突が裂けられなくなった。また北イタリアの大陸領土を広げようというヴェネツィアの方針は、近隣の最大の都市パドヴァが激しく警戒するところとなっていた。
ジェノヴァは穀物、木材、毛皮、奴隷が行き来する黒海貿易の独占を夢見ていた。それまでこの地域はモンゴル帝国によって交易が保護され、カッファなどに植民地を置いたジェノヴァに多大な富をもたらしていたが、帝国の崩壊とともに黒海貿易は格段に危険になり、利益も上がらなくなった。このため、ジェノヴァは黒海の手前のラテン帝国に影響を及ぼしているヴェネツィアを倒し、黒海での影響力を維持する必要に迫られたのである。

## 同盟関係
ジェノヴァはハンガリーとパドヴァを味方に引き入れた。ハンガリー王ラヨシュ1世は1379年にダルマティアをヴェネツィアに奪われており、これを奪回するために北方から侵攻した。パドヴァ軍はフランチェスコ1世ダ・カッラーラの指揮の元に、ヴェネツィアの本国と西方の大陸領土との連絡を絶ちにかかった。 またジェノヴァはアクィレイア総大司教やオーストリア公レオポルト3世の支援も受けていた。
しかしヴェネツィアにとって、こうした陸上の脅威はそれほど重要でなく、とにかくレバントとの交易路を巡るジェノヴァとの海上での闘争が第一であった。 ミラノの僭主ベルナボ・ヴィスコンティはヴェネツィアと同盟していたがこの戦争には本腰を入れず、1379年にジェノヴァへ侵攻したもののビサーニョ川の戦いで敗北している。後にベルナボは独裁と重税を敷いたことから1385年に甥のジャン・ガレアッツォに追放され、同年のうちに投獄・毒殺されている。
ビザンツ帝国では、ヴェネツィアが支援するヨハネス5世パレオロゴスの帝位をジェノヴァが支援するアンドロニコス4世パレオロゴスが狙っていた。1376年、ヨハネス5世はダーダネルス海峡のすぐ外に位置するエーゲ海の要衝テネドス島をヴェネツィアに売却したが、これに怒ったジェノヴァ人が幽閉されていたアンドロニコス4世を脱出させ、同年にクーデタを成功させた。アンドロニコス4世はヨハネス5世を投獄した後テネドス島の返還を要求したが、ヴェネツィアは島に前哨基地を建築することで答え、ヴェネツィアとビザンツの関係は極めて悪化していた。

## テネドス島の戦い

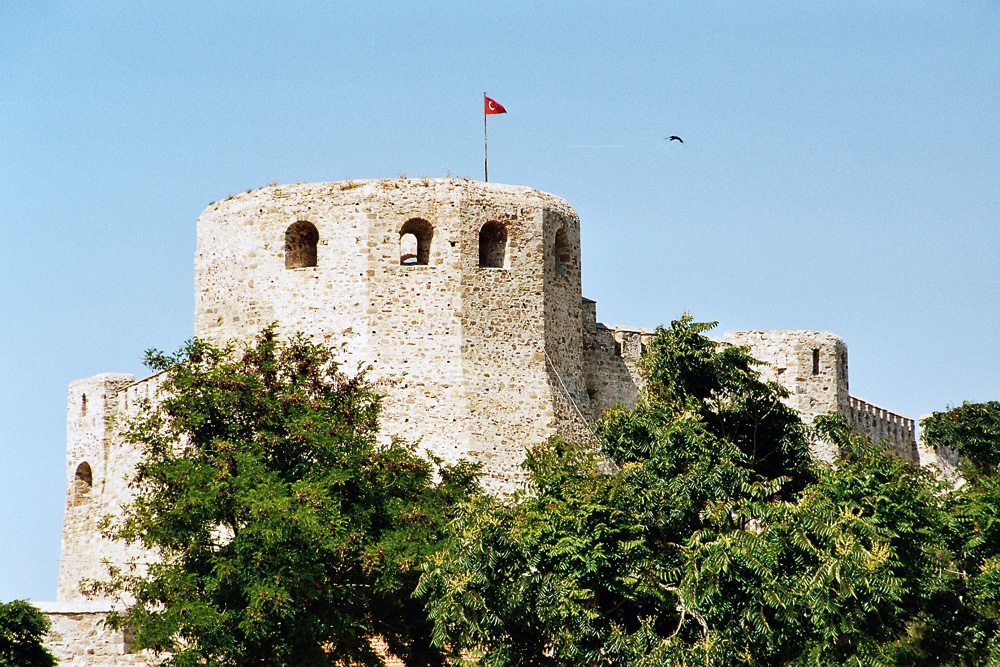
ヴェネツィアが築いたテネドス島 (現トルコ領ボズカーダ島)の要塞の一部

キオッジャ戦争の最初の火ぶたが切られたのはテネドス島においてであった。戦争後の1381年、ヴェネツィアはテネドス島をサヴォイア公国に引き渡して撤退した。以後の争奪を防ぐため、教皇の仲裁により、この要塞は取り壊されて4000人のギリシャ人住民がクレタ島やエヴィア島に移住させられた。

## アンツィオ岬の海戦 (1378年5月30日)
ヴェネツィア元老院の計画はおおむね成功していた。カルロ・ゼーノの艦隊はレバントからジェノヴァ勢力を一掃し、ヴェットール・ピサーニ率いる10隻のガレー船団はテヴェレ川河口の南に位置するアンツィオ岬で大風が吹く中ジェノヴァのジョバンニ・ルイージ・フィエスキ率いる11隻のガレー船団を破った。ジェノヴァ艦隊は5隻が捕獲され、残りは難破した。捕獲されたうち4隻はその後逃走、キプロスのファマグスタへ向かった。もしピサニがジェノヴァ本国へ向かったならば、アンツィオでの敗戦でパニックになったジェノヴァが容易に和平に応じたかもしれないが、そうするにはあまりにも自分の艦隊が弱体だと考えたピサーニはファマグスタへ向かうジェノヴァ艦隊を追うことにした。

## トロギルの戦い (1378年)
ピサニはアドリア海に帰還すると、25隻のガレー艦隊を率いてシベニクの港を破壊し、トロギルに向かった。この町はルチアーノ・ドーリア率いるジェノヴァの22隻のガレー艦隊がおり、また街自体も要塞化されていた。ピサニのヴェネツィア艦隊は損害を受けヴェネツィアに撤退した。

## プーラの戦い (1379年5月7日)
ヴェネツィア海軍は再度トロギルを攻めたが、失敗した。夏になるとピサニはキプロスのジェノヴァ勢力との戦いにも駆り出されるようになるが、基本的にはハンガリー王の支援を受けてヴェネツィアに反抗するイストリアやダルマティアの諸都市の攻略に従事した。冬になってもイストリア海岸への攻撃が続いたが、ヴェネツィア海兵の戦闘や病気による死者は増え続けていた。アンツィオ岬の戦いでの敗北から立ち直ったジェノヴァは、ヴェネツィア海軍の主力を率いるカーロ・ジーノの帰還が遅れているすきにヴェネツィア本国を攻撃することを決定した。ルチアーノ・ドリア率いる強力なジェノヴァ艦隊がアドリア海に送られた。
ピサニの艦隊は1379年の早春から行動を再開したが、5月7日、彼の艦隊は25隻のジェノヴァ艦隊にプーラで捕捉される。ヴェネツィア艦隊は数の上ではわずかに勝っていたが、兵の練度はまだ上がっていなかった。ピサニは戦闘を避けようとしたが、元老院から派遣されていた監査官のミケーレ・ステーノに決戦を強いられた。結局ヴェネツィア艦隊は6隻しか残らない敗北を喫したが、ジェノヴァ艦隊もルチアーノ・ドリアや多くのガレー船を失い、この勝利を活用することが出来なかった。
ヴェネツィア本国に帰還したピサニは投獄された。しかしキオッジャの戦いで本国が危機にさらされると、釈放されて戦線に戻った。

## リード・ブロンドロの戦い (1379年7月)

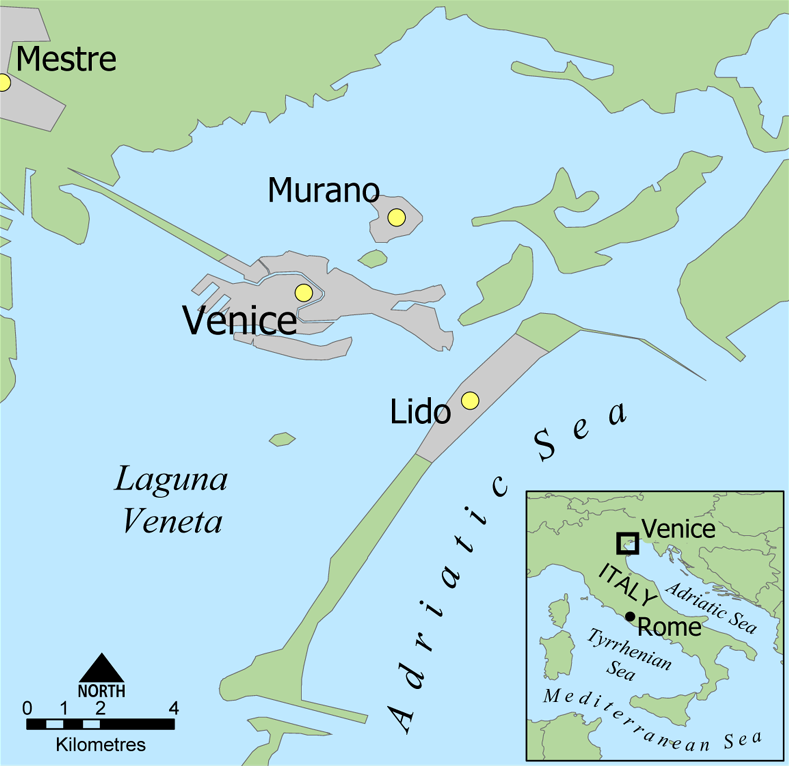
リードとヴェネツィア

7月、ピエトロ・ドリア率いるジェノヴァの大艦隊が、ヴェネツィアのラグーンを守る位置にあるリードの沖に現れた。そして8月、海からジェノヴァ海軍が、陸上からパドヴァ軍とハンガリー軍が一斉にヴェネツィアへの攻撃を開始した。
ヴェネツィアは南部のブロンドロ島とキオッジャ市を除き、ヴェネツィアを構成するすべての堤防と港を鎖で封鎖した。ヴェネツィア本島周辺は互いの距離が近く、防衛に際して連携が容易だったが、キオッジャはラグーンの中でも遠く離れていて、運河を抑えられると行き来が出来なくなった。ヴェネツィアはキオッジャに至る水路を示す浮標を撤去し、ラグーンに艦隊を展開した。間もなく、ブロンドロは連合軍に占領された。

## キオッジャの戦い(1379年8月 – 1380年6月)

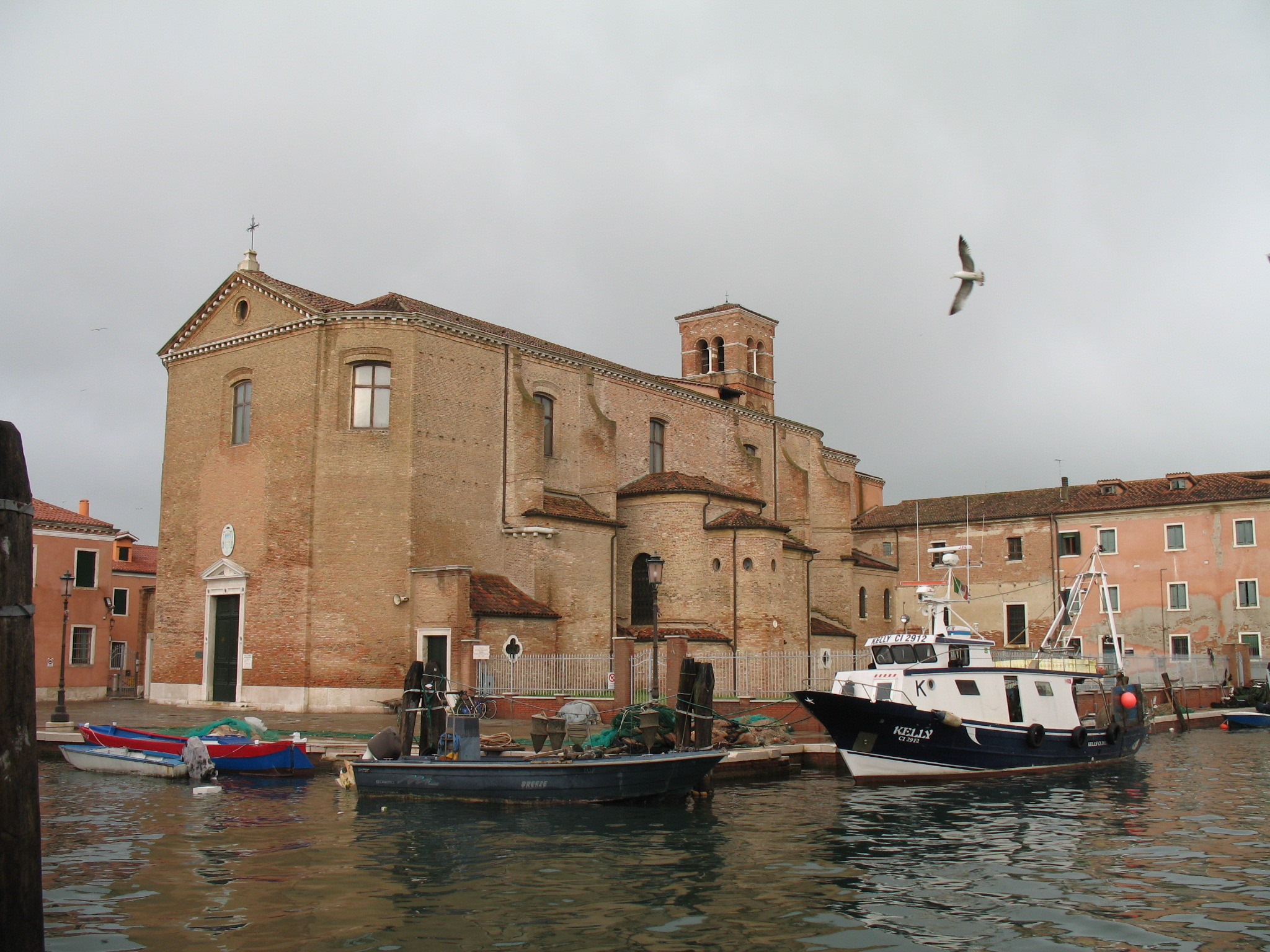
キオッジャ

この広範囲にわたる戦いは、3000人のヴェネツィア兵が立てこもった街キオッジャの名がつけられている。ハンガリー軍とパドヴァ軍の合流で力を得たジェノヴァ軍はラグーンの南方から奇襲をかけ、運河に突入した。連合軍は8月16日にキオッジャを占領し、8月半ばまでには連合軍によるヴェネツィア包囲が完成した。
ヴェネツィア元老院は講和を求めたが、ジェノヴァ司令官ピエトロ・ドシアから「聖マルコの馬にハミと頭絡をかけるまでは平和は無い」と告げられたため、ヴェネツィア人は最後まで抵抗することに決めた。 民衆は投獄されていたヴェットール・ピサニを釈放させた。
1379年12月22日、ヴェネツィアのドージェアンドレア・コンタリーニとピサニは夜陰に紛れてキオッジャを封鎖し、ここを占領していたパドヴァ軍とジェノヴァ軍の連絡を絶った。この陽動作戦の後、ヴェネツィア軍はあらゆる運河に障害物を沈め、ジェノヴァ軍がキオッジャのクルドサックから逃れるのを阻止した。
1380年1月1日、地中海で活動していたカーロ・ジーノがヴェネツィアのガレー艦隊の主力を率いてブロンドロ島に現れた。彼はティレニア海やエーゲ海を荒らしまわってベイルートやロードス島に拠点を置くジェノヴァの交易網を脅かしていたが、情報伝達や艦隊集結に手間取り、ヴェネツィア本国での戦闘に遅参したのだった。カーロ・ジーノの艦隊の参戦により、今やキオッジャで包囲されているのはジェノヴァ軍の側となった。
今やヴェネツィア軍は息を吹き返した。激しい攻撃にさらされるジェノヴァ軍にとって、本国からの救援が最後の頼みの綱だった。数か月にわたる包囲戦の中で、ジェノヴァ軍は運河のバリケードを取り払おうとしたりヴェネツィア側の傭兵を破ろうとしたりしたが、いずれもヴェネツィア軍に阻まれた。またジェノヴァ海軍の大型船は、浅く航路が複雑なヴェネツィアの浅瀬の中で身動きが取れなくなっていた。こうした状況を作った後、ピサニは夜襲を仕掛け、石を満載した船を、ヴェネツィア本島に向かう運河のみならずキオッジャやブロンドロから外海へ出る運河にも沈めた。これにより、もはやジェノヴァ軍の自力での脱出は不可能になった。さらにピサニはアドリア海にガレー船団を停泊させ、数か月にわたって外から救援を試みるジェノヴァ海軍を遮断し続けた。この作戦はヴェネツィア人にも多大な苦労を強いるものだったが、ドージェのアンドレア・コンタリーニを始めとした貴族たちは「キオッジャを奪回するまではヴェネツィアに帰らない」と誓いを立てて海軍司令官の労苦を共に背負い、市民に範を示した。
この戦いでヴェネツィアは、水陸両用作戦への支援やジェノヴァ艦隊との戦闘のために初めて大砲を艦載して戦闘に使用した。
ジェノヴァ本国でも、既に海に出ていた船舶を艤装していく負担が大きくなってきていた。またその時期も遅れがちになり、マテオ・マルッフォがジェノヴァの援軍を率いてブロンドロに現れた時にはもう1380年5月12日になっていた。この時すでにブロンドロ島はヴェネツィアの手に落ちており、要塞化した港も陥落していた。そのためマルッフォの艦隊は何も手立てを打つことが出来ず、6月24日にキオッジャのジェノヴァ軍は降伏した。
同日にヴェネツィアのラグーンで行われたキオッジャの海戦は、ヴェネツィアの勝利に終わった。ジェノヴァは兵糧攻めに屈して降伏し、ヴェネツィアはアドリア海の制海権を取り戻した。

## トリノの和約 (1381年)
サヴォイア伯アメデーオ6世の仲介で、講和条約がトリノで結ばれた。形式的にはヴェネツィア・ジェノヴァの勝敗があいまいにされたものの、これが両者の長い戦いの終わりとなったのは確かだった。以後、ジェノヴァの船がアドリア海に現れることは無かった。
この戦争の結果、ジェノヴァは決定的な打撃を受けた。ルチアーノ・ドリアやピエトロ・ドリアなどの優秀な提督を失い、海上覇権を失った。 一方ヴェネツィアも手ひどい損害を受けはしたものの間もなく復興して、1508年のカンブレー同盟戦争までは目覚ましい発展と伸長を続けていくことになる。